# Саншајн (Њу Мексико)
Саншајн (енгл. Sunshine) насељено је место без административног статуса у америчкој савезној држави Њу Мексико.

## Демографија
По попису из 2010. године број становника је 420.
| Група             | 2000.    | 2010.       |
| Белци             | 0 (0,0%) | 305 (72,6%) |
| Афроамериканци    | 0 (0,0%) | 6 (1,4%)    |
| Азијати           | 0 (0,0%) | 1 (0,2%)    |
| Хиспаноамериканци | 0 (0,0%) | 98 (23,3%)  |
| Укупно            | 0        | 420         |